# Maria Vos
Maria Vos (Amsterdam, 21 dicembre 1824 – Oosterbeek, 11 gennaio 1906) è stata una pittrice olandese, nota soprattutto per le sue nature morte.

## Biografia
Nacque nella famiglia di un intermediario finanziario. Inizialmente studiò economia domestica presso il collegio francese a Weesp. Ma, come era abituale per le giovani donne altolocate, ricevette anche lezioni di disegno, in particolare da Christiaan Andriessen. In seguito, studiò pittura col maestro Petrus Kiers. Nel 1844, partecipò all'Esposizione dei maestri viventi e, nel 1847, divenne un membro onorario della Accademia reale di belle arti ad Amsterdam.
Operò in questa città fino al 1853, anno in cui si spostò a Oosterbeek e si associò a un gruppo di pittori noto come Hollandse Barbizon. Nel 1863, la sua amica Adriana Johanna Haanen, cognata del suo maestro, Kiers, si unì a lei là. Sette anni dopo, fecero costruire una casa nota come Villa Grada, dove davano lezioni di disegno e di pittura. Haanen morì nel 1895, ma Vos rimase e divenne una degli ultimi artisti presso questa sede. Al suo ottantesimo compleanno, ricevette un tributo personale da settanta membri di Arti et Amicitiae.
Nonostante Vos sia principalmente nota per le sue nature morte, eseguì anche ritratti, paesaggi e vedute di città, tra cui una serie di acquerelli rappresentanti Oosterbeek. Espose principalmente nei Paesi Bassi e in Belgio, ma partecipò anche alla Esposizione centennale a Filadelfia. La maggior parte del suo lavoro è andata persa (o si trova fuori posto), ma a causa della gran quantità delle sue opere, molto è rimasto. Importanti retrospettive del suo lavoro si sono tenute nel 1973 e nel 2002.

## Galleria d'immagini

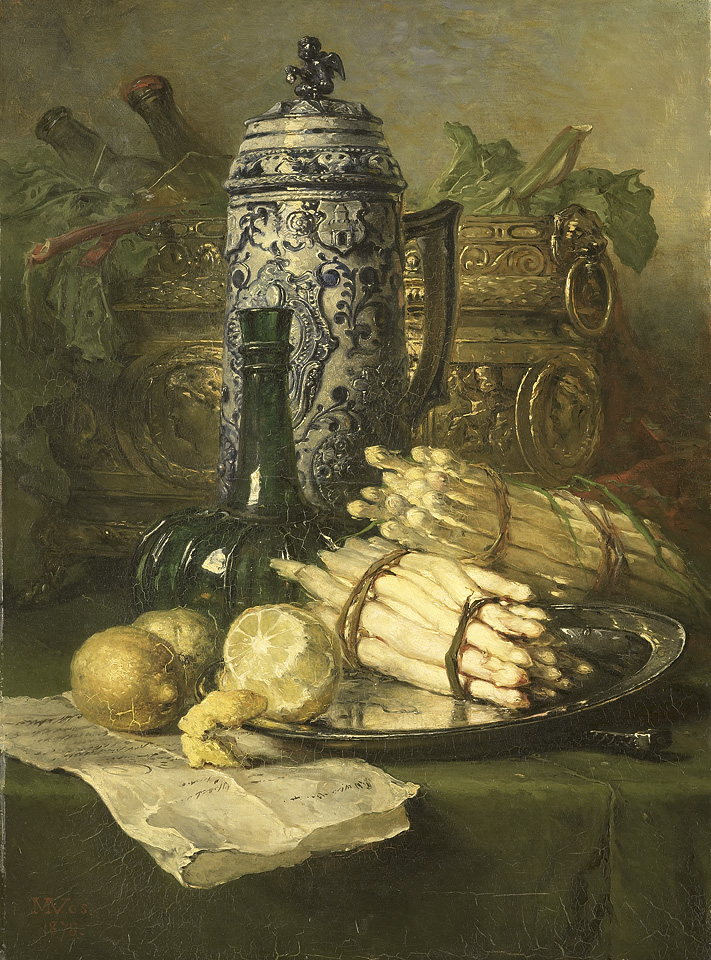
Natura morta con boccale in grés porcellanato
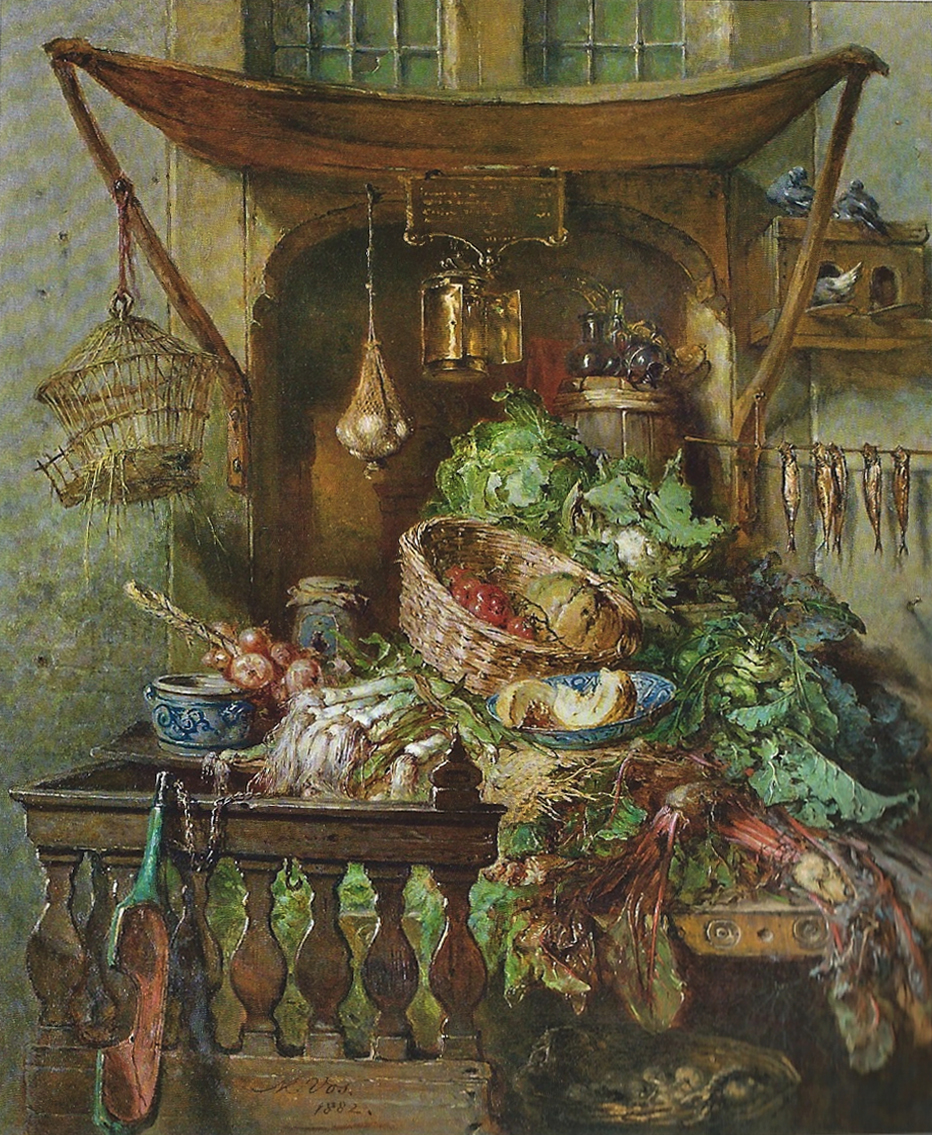
Banco di verdure
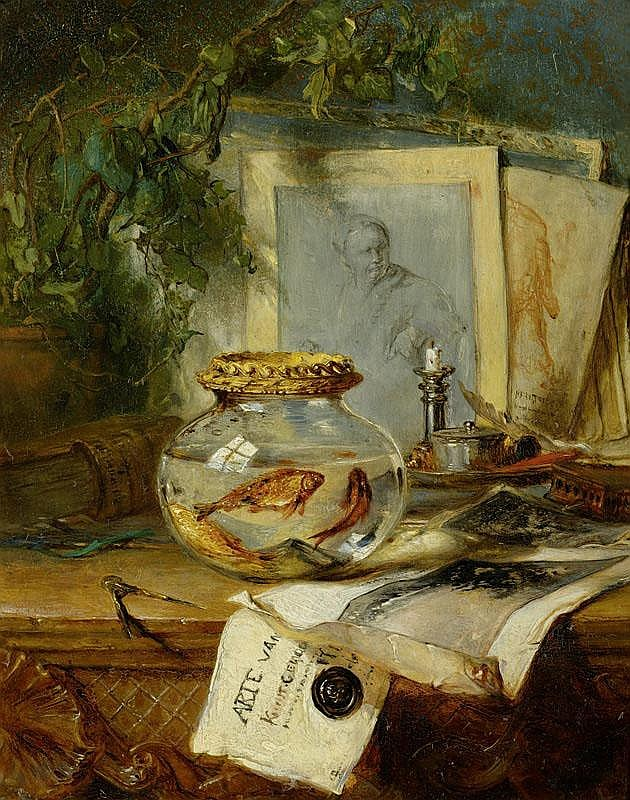
Natura morta con boccia con pesci rossi
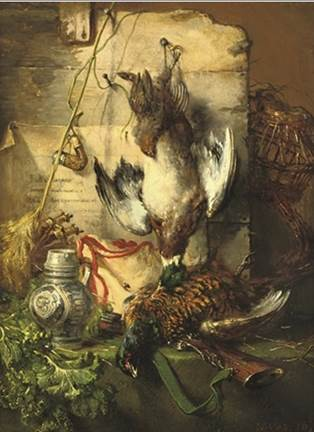
Natura morta con cacciagione